# Államadósság
Az államadósság egy adott országban a helyi (önkormányzati), a szövetségi és a központi kormány adósságainak (tartozásainak) konszolidált összege. Fogalmába beletartozik az állami kezesség- és garanciavállalás miatt keletkezett hiteltartozás, az elkülönült pénzalapok és az állami beruházásokat kezelő intézmények hitelei, valamint az állami vállalatoktól átvállalt hiteltartozás is. Névleges törlesztés, ha az állam az adósság törlesztésére újabb hitelt vesz fel. Hitelfelvétel történhet a kormányzat különböző szintjein (központi, szövetségi és helyi szervek adósságai).

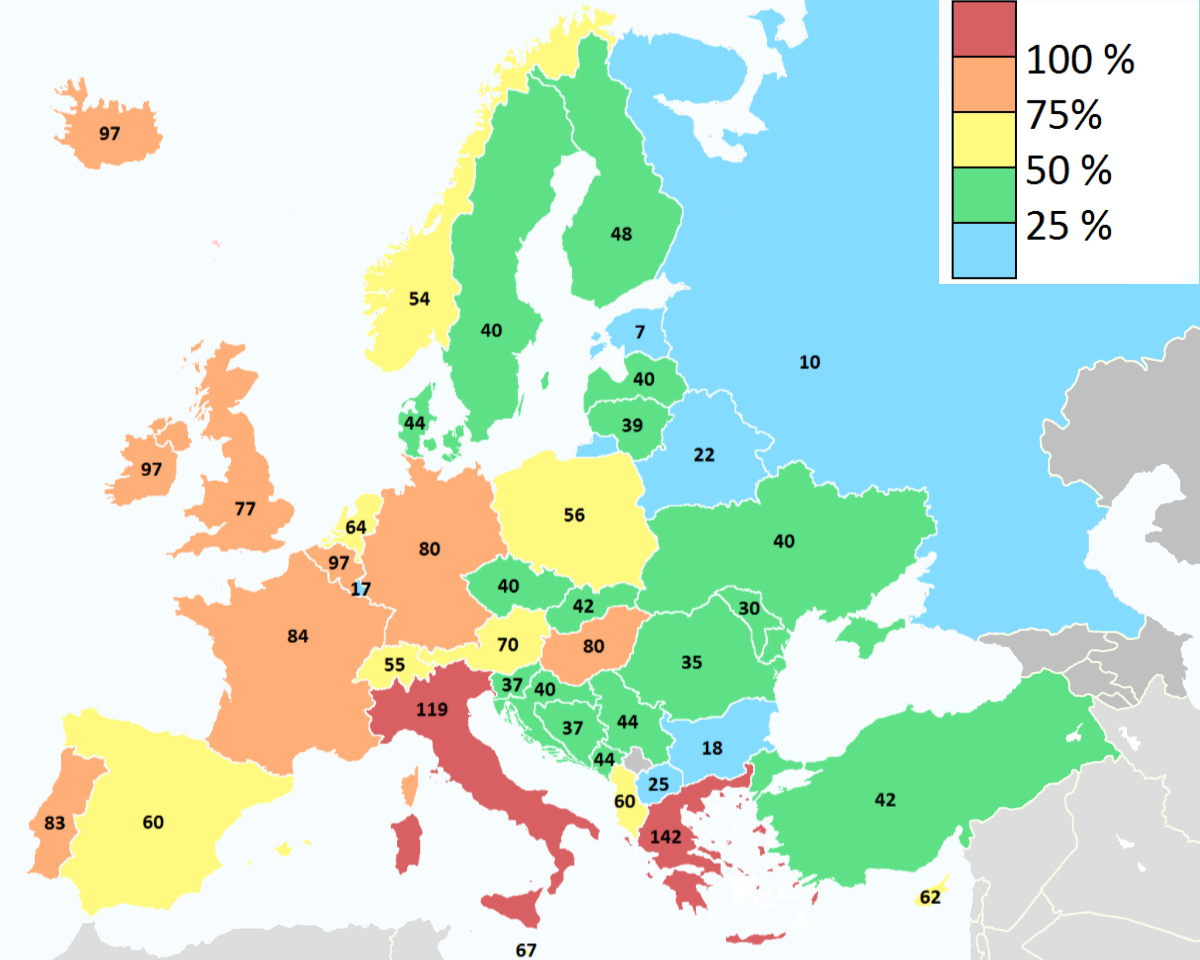
Államadósság Európa országaiban a GDP százalékában, 2010-ben

Államadósság belföldi finanszírozása történhet:
- Államháztartáson belül
- Üzleti bankok által, értékpapírok vásárlásával
- Vállalatok és a lakosság által

Államadósságot külföldről finanszírozhatják:
- Nemzetközi szervezetek
- Más országok
- Külföldi bankok
- Nemzetközi alapok
- Külföldi befektetők

Államadósság finanszírozásának eszközei:
- Hosszú- vagy középlejáratú kötvény
- Rövid lejáratú kincstárjegy és kincstári váltó
- Hosszú lejáratú kölcsön és hitel
- Rövid lejáratú kölcsön és hitel

## Kapcsolódó szócikk
- Magyarország államadóssága